# Giorno di Santo Stefano
Il giorno di Santo Stefano (o Festa di Santo Stefano) è una festa cristiana dedicata alla commemorazione di Santo Stefano, il primo martire del cristianesimo, che si celebra il 26 dicembre nei paesi cristiani occidentali e il 27 dicembre nei paesi cristiani orientali.
Intorno all'anno 36 d.C. Stefano protomartire fu accusato di blasfemia dal sinedrio e condannato alla lapidazione.
Nelle chiese cristiane latine, il giorno di Santo Stefano è il giorno dopo Natale, il secondo giorno dei Dodici Giorni di Natale, derivandone la denominazione più generica con cui la festa è indicata nei paesi protestanti, il Secondo giorno di Natale.

## Nel mondo
Il mondo cristiano medievale si caratterizzava per una pletora di festività. Già col mercantilismo, ancor prima dell’industrializzazione, si pose la necessità di ridurne il numero, e mentre la Chiesa cattolica accettò malvolentieri le pressioni statali diminuendone la durata pur di difenderne la varietà, il protestantesimo seguì la strada opposta di concentrarle intorno alle due principali, la Pasqua e, appunto, il Natale. Il Secondo giorno di Natale fu dunque una festa che caratterizzava uniformemente tutti i paesi germanofoni.
Il Novecento fu il secolo in cui questa festa si diffuse anche in altri contesti culturali. Quando l’Irlanda si staccò dall’Inghilterra, dove già dall’Ottocento la ricorrenza era stata riconosciuta dallo Stato col particolare nome di Boxing Day, l’isola cattolica la legò al santo del giorno, Stefano protomartire, come accadeva già nelle regioni meridionali tedesche anch’esse cattoliche, come l’Austria, la Baviera e alcuni cantoni svizzeri. Le armate inglesi portarono poi la festa anche in Italia con l’occupazione del paese nella Seconda guerra mondiale.
La natura di secondo giorno natalizio permise alla festa di estendersi poi anche alle nazioni di religione ortodossa, nonostante qui Stefano sia festeggiato il 27 mentre il 26 è dedicato a Maria Santissima Madre di Dio. Il giorno di Santo Stefano è quindi oggi una festa nazionale nella generalità dei paesi germanofoni, inclusi i paesi baltici e le isole britanniche coi loro antichi Dominions, l’Italia, le nazioni slave cattoliche, e la gran parte dei Balcani indipendentemente dalla loro religione.

### Italia
L'Italia lo rese festivo nel 1949, laddove in precedenza era un normale giorno lavorativo, sulla scia dell’usanza del Boxing Day portata dopo la guerra dai soldati britannici delle forze di occupazione angloamericane; la Chiesa cattolica lo celebra altresì come festa religiosa, ancorché non di precetto, come invece è in Germania e altri Paesi germanofoni. Il motivo del giorno festivo in Italia, non richiesto dalla Chiesa cattolica nonostante la fama del santo, è da ricercarsi nell'intento di prolungare la vacanza del Natale, creando due giorni festivi consecutivi, emulando il caso del Lunedì dell'Angelo, informalmente Pasquetta, festa non religiosa, ma che allungava la Pasqua. Prima della fine della guerra le due giornate erano giorni lavorativi, con le banche e gli uffici aperti.

### Regno Unito e Ontario
Nel Regno Unito e in vari Paesi del Commonwealth si celebra quindi come Boxing Day, che corrisponde sempre alla festa di Santo Stefano, e se cade di domenica viene recuperata il 27 dicembre. Il parallelismo col Lunedì dell’Angelo, l’altra festa di prolungamento, era frutto di una confusione: la Pasquetta corrispondeva all’usanza di molti paesi nordici di ripescare al lunedì le feste che, cadendo di domenica, non vengono godute dai lavoratori. Questo è per definizione il caso della Pasqua, ma non quello del Natale.
Per via del passato coloniale collegato alla vecchia madrepatria, la ricorrenza è festiva in Ontario.

### Irlanda
In Irlanda questo giorno è chiamato Lá Fhéile Stiofán o Lá an Dreoilín - il secondo nome è la traduzione letterale di un altro nome inglese usato, the Day of the Wren o Wren Day. Quando è usato in questo contesto, wren è spesso pronunciato ran. Questo nome allude ad alcune leggende, incluse quelle che si raccontano in Irlanda che collegano episodi della vita di Gesù con il passero. In alcune parti dell'Irlanda persone recanti l'immagine di uno scricciolo, o portando proprio uno scricciolo in gabbia, vanno di casa in casa suonando canzoni, ballando e cantando. A seconda della regione sono chiamati Wrenboys,  Mummers o Strawboys.

### Catalogna e Alsazia
In Catalogna è chiamata Sant Esteve ed è un giorno di festa, e la festività non è osservata in tutta la Spagna. Ciò si deve al fatto che nell'antichità la Catalogna dipendeva dai Carolingi, mentre il resto dello stato spagnolo dai capi religiosi di Toledo.
In Alsazia-Lorena il giorno di Santo Stefano è festivo a tutti gli effetti. Questa rarissima eccezione al rigido centralismo francese deriva dal fatto che la festa fu introdotta dai tedeschi nell’Ottocento, e quando la regione fu annessa alla fine della Grande guerra il governo francese pensò che cancellare una festa così radicata nella tradizione locale non sarebbe stato un buon messaggio propagandistico di benvenuto verso la popolazione annessa.